# Sige
Sige (en serbe cyrillique : Сиге ; en valaque :  Sîga) est un village de Serbie situé dans la municipalité de Žagubica, district de Braničevo. Au recensement de 2011, il comptait 486 habitants.

## Géographie
Sige est situé dans la partie centrale de la vallée de Krepoljin-Krupaja, dans la région d'Homolje, sur la rive droite de la Krupajska  reka, un affluent de la Mlava. À proximité se trouve le mont Kamena  glavica  (346 m). Le village se trouve sur la route régionale Kreppoljin-Despotovac, à 5 km de Krepoljn (au nord) et 3 km de Milanovac (au sud).

## Démographie

### Évolution historique de la population
| 1948  | 1953  | 1961  | 1971  | 1981  | 1991 | 2002 | 2011 |
| ----- | ----- | ----- | ----- | ----- | ---- | ---- | ---- |
| 1 018 | 1 074 | 1 075 | 1 040 | 1 042 | 989  | 704  | 486  |

|  |